# Барабанно-валковий млин

Барабанно-валковий млин — різновид барабанного млина, але нетрадиційної конструкції.

## Конструкція і принцип дії
Схема наведена на рис. Конструктивно являє собою короткий циліндричний барабан 1, який обертається з надкритичною швидкістю. В середині барабана знаходяться помольна доріжка і валок 2, який притиснутий з силою до барабану і обертається внаслідок фрикційних зв'язків з ним через подрібнюваний матеріал. Між помольними поверхнями (зовнішньою валка і внутрішньою барабана) подрібнюваний матеріал проходить розрахункове число разів. Багаторазовість проходження матеріалу забезпечується відповідною частотою обертання барабану і спеціальним скидальним пристроєм 3 у вигляді горизонтального ножа, розташованого у верхній частині барабана. Подрібнюваний матеріал проходить під валком, підіймається вгору і ножем знов скидається під валок. Траєкторія кожної частинки може бути багаторазово повторена певне розрахункове число разів, яке обумовлене конструкцією скидального пристрою. Важливою умовою нормального процесу подрібнення є також паралельність поверхонь валка і помольної доріжки. В барабанно-валковому млині послідовно використовуються процеси роздавлювання, стирання і при сухому подрібненні ще й сепарації.
Все це визначає майже повну відсутність в млині холостих витрат електроенергії. Важливо також, що параметри процесу подрібнення в барабанно-валковому млині мало залежать від фізико-механічних властивостей сировини у зв'язку із зосередженістю руйнуючої енергії в тонкому шарі матеріалу під валком і його великою швидкістю. В барабанно-валковому млині подрібнення здійснюється не в результаті випадкової «точкової» руйнуючої дії, а в результаті загального напруження в шарі подрібнюваного матеріалу, при якому одночасно утрачає міцність і руйнується велика кількість частинок.
Завдяки цьому барабанно-валковий млин має ряд переваг у порівнянні з млинами, що використовуються сьогодні:
– компактність;
– відсутність ефекту переподрібнення;
– керованість процесу;
– високий (близько 70 %) вихід якісного продукту в подрібненому;
– зниження на 25 — 40 % питомих витрат електроенергії;
– відсутність традиційних помольних тіл;
– значне зниження зносу футеровки барабана і валка;
– можливість роботи як в «мокрому», так і «сухому» режимах;
– висока ремонтна придатність.
Барабанно-валковий млин є дуже інтенсивним подрібнювальним агрегатом (матеріал в млині знаходиться кілька секунд, а його кількість в млині в кожний момент часу складає приблизно 1/25 від годинної продуктивності). Ці обставини виключають можливість ручного управління і в той же час створюють усі умови для якісного автоматизованого регулювання подрібнювальним агрегатом з метою отримання продукції високої якості при заданій продуктивності.